# Кастер (Мічиган)
Кастер (англ. Custer) — селище (англ. village) в США, в окрузі Мейсон штату Мічиган. Населення — 272 особи (2020).

## Географія
Кастер розташований за координатами 43°57′2″ пн. ш. 86°13′5″ зх. д. / 43.95056° пн. ш. 86.21806° зх. д. (43.950464, -86.218152).  За даними Бюро перепису населення США в 2010 році селище мало площу 2,55 км², уся площа — суходіл.

## Демографія
Згідно з переписом 2010 року, у селищі мешкали 284 особи в 110 домогосподарствах у складі 72 родин. Густота населення становила 111 особа/км².  Було 137 помешкань (54/км²).
Расовий склад населення:
| - 97,2 % — білих - 0,7 % — чорних або афроамериканців - 0,4 % — корінних американців |

До двох чи більше рас належало 1,8 %. Частка іспаномовних становила 3,9 % від усіх жителів.
За віковим діапазоном населення розподілялося таким чином: 23,6 % — особи молодші 18 років, 59,9 % — особи у віці 18—64 років, 16,5 % — особи у віці 65 років та старші. Медіана віку мешканця становила 39,0 року. На 100 осіб жіночої статі у селищі припадало 105,8 чоловіків;  на 100 жінок у віці від 18 років та старших — 99,1 чоловіків також старших 18 років.
Середній дохід на одне домашнє господарство  становив 40 289 доларів США (медіана — 38 750), а середній дохід на одну сім'ю — 46 165 доларів (медіана — 43 750). За межею бідності перебувало 19,0 % осіб, у тому числі 28,2 % дітей у віці до 18 років та 17,1 % осіб у віці 65 років та старших.
Цивільне працевлаштоване населення становило 108 осіб. Основні галузі зайнятості: освіта, охорона здоров'я та соціальна допомога — 23,1 %, роздрібна торгівля — 18,5 %, виробництво — 9,3 %, транспорт — 6,5 %.